# Lasiurus (subgènere)
Lasiurus és un subgènere de ratpenats que viuen a les Amèriques. El zoòleg britànic John Edward Gray descrigué aquest grup a mitjans del segle xix, juntament amb el gènere homònim. Les espècies d'aquest tàxon són insectívores. Tenen un parell de mugrons més que la majoria dels altres ratpenats.